# HMS Eagle (1804)
HMS Eagle (Корабль Его Величества «Игл») — 74-пушечный линейный корабль третьего ранга. Четырнадцатый корабль Королевского флота,
названный HMS Eagle. Третий линейный корабль типа Repulse. Относился к так называемым
«обычным 74-пушечным кораблям», нёс на верхней орудийной палубе 18-фунтовые пушки. Заложен в августе 1800 года. Спущен на
воду 27 февраля 1804 года на частной верфи Питчера в
Нортфлите. Принял участие во многих морских сражениях периода [[Наполеоновские
войны|Наполеоновских войн]].

## Служба
В начале 1805 года Eagle, под командованием капитана Дэвида Колби, вошел в состав эскадры контр-адмирала Александра Кокрейна в Вест-Индии. Вечером 2 апреля капитан Колби был отправлен в погоню за шхуной, которую он захватил около полуночи. Это оказался капер Empereur из Гваделупы, новое, обшитое медью судно водоизмещением 160 тонн, вооруженное четырнадцатью 6-фунтовыми пушками и с 82 членами экипажа на борту. Она была в море в течение 46 дней и за это время не захватила ни одного приза. Впоследствии шхуна была принята в состав Королевского флота как HMS Hart.
В апреле-июле 1806 года Eagle, под командованием капитана Чарльза Роули, вошел в состав эскадры контр-адмирала Сиднея Смита, направленной для противодействия французским войскам вторгшимся в Италию. Эскадра прибыла в Неаполитанский залив в начале мая, и решив не обстреливать Неаполь, двинулась к Капри, где размещался большой французский гарнизон. 11 мая французскому коменданту острова было направлено требование о капитуляции, но он ответил отказом. Тогда Смит решил атаковать гарнизон, отправив Eagle для прикрытия высадки десанта. Eagle не открывал огонь пока не подошел к берегу на расстояние мушкетного выстрела, после чего открыл плотный огонь при поддержке двух неаполитанских минометных лодок. Противник был вынужден оставить стены форта, чем и воспользовались британцы. В результате последовавшей атаки комендант крепости был убит, а гарнизон капитулировал. При этом Eagle потерял 2 человека убитыми и 10 ранеными.
В июле 1809 года Eagle принял участие во второй Голландской экспедиции, целью которой было уничтожение верфей и арсеналов в Антверпене, Тернезене и Флиссингене. 13 августа принял участие в бомбардировке
Флиссингена. Военно-морская бомбардировка была частью гораздо более крупной операции; британский сухопутный корпус состоял из 30000 солдат, целью которых было оказать помощь австрийцам, вторгнувшись в
Голландию и уничтожив французский флот базировавшийся в гавани Флиссингена. Экспедиция закончилась неудачно,
вследствие разразившейся эпидемии англичане к 9 декабря вынуждены были очистить Валхерен.
10 апреля 1810 года Eagle отплыл из Гибралтара к Кадису. Он находился в гавани города до марта 1811 года, приняв участие в обороне города от вторжения французской армии. Сам корабль участия в боевых действиях не принимал, но часть экипажа была отправлена на канонерские лодки, которые вели бои с французскими канонерками. Другая часть экипажа вместе с морскими
пехотинцами была отправлена на защиту форта Матагорд, атаки на который британцы отражали в течение двух месяцев. Во время
особенно тяжелых боев 21 и 22 апреля, Eagle потерял 9 человек убитыми и 22 ранеными.
В марте 1811 года Eagle был отправлен в Адриатическое море. Утром 27 ноября 1811 года в 10 милях к югу от Пезаро Eagle обнаружил три неизвестных судна и сразу же устремился за ними в погоню. Ими оказались два французских фрегата (40-пушечный Uranie и 28-пушечный Corceyre) и корвет Scemplone из Триеста. В ходе последовавшей погони корвет отделился от остальных судов, и Eagle продолжил преследование фрегатов вдоль северо-восточного побережья Италии примерно до 19:30, когда Corceyre, потерявший от огня Eagle фор-стеньгу и чей такелаж и паруса также серьезно пострадали, спустил флаг. В связи с серьезными повреждениями приза и неблагоприятным ветром Eagle не стал преследовать Uranie и тому удалось уйти. Corceyre, хоть и был рассчитан на установку 40 пушек нес на борту только 26 длинных 18-фунтовых пушек и две 6-фунтовки в качестве ретирадных орудий. На его борту помимо экипажа из 170 человек было 130 солдат и груз зерна весом в 300 тонн. В сражении он потерял три человека убитыми и шесть или семь ранеными; Eagle потерь не понес.
Вечером 16 сентября 1812 года с Eagle, стоящего на якоре вблизи Анконы, были посланы три шлюпки под командованием лейтенанта Кеннона для захвата или уничтожения торгового конвоя противника. Конвой из 23 судов был обнаружен утром 17 сентября в гавани Горо, где он стоял на якоре под защитой двух канонерок и 4-пушечной береговой батареи. Несмотря на то, что шлюпки несколько раз садились на мель, британцы смогли захватить большую канонерскую лодку и направив её орудия на вторую канонерку вынудили её сдаться. После этого были захвачены и все суда конвоя кроме двух, которым удалось бежать. Так как британцы были не в состоянии вывести все свои призы в силу нехватки людей, лейтенант Томас Фестинг, который принял командование после того как лейтенант Кеннон был смертельно ранен, приказал сжечь шесть судов, а остальные 17 были выведены из гавани, в том числе и две канонерских лодки. Кроме лейтенанта Кэннона, который умер на 22 сентября, британцы потеряли одного погибшего, ещё один человек был смертельно ранен, а три получили легкие ранения.
29 апреля 1813 года шлюпки с Eagle и Elizabeth под командованием лейтенантов Митчелла Робертса и Ричарда Гринуэя в гавани Горо атаковали торговый конвой из семи вооруженных торговых судов, груженых маслом. Четыре из них сразу попали в плен, а остальные три выбросились на берег под защитой двух береговых батарей, двух шхун и трёх канонерских лодок, которые открыли по британцам огонь из всех орудий. Несмотря на все эти трудности, одно судно было захвачено а другое уничтожено, при этом британцы потерь не понесли.
В июле-августе 1813 года Eagle, в составе эскадры контр-адмирала Фримантла, принял участие в нападении на порт Риека. 3 июля Eagle атаковал одну из береговых батарей, защищавших город, после чего начался штурм Риеки. Несмотря на упорное сопротивление французских войск, британцы вынудили их отступить и уже к вечеру весь город оказался в руках англичан. При этом британцы потеряли только одного убитого и пятерых раненых.
В октябре 1813 года Eagle принял участие в блокаде и последующей осаде порта Триест. Британские корабли осуществляли
морскую блокаду Триеста, в то время как отряд австрийских войск под командованием генерала графа Ньюджента обложил город
по суше. 10 октября отряд матросов и морских пехотинцев с корабля высадился на берег чтобы принять участие в обстреле форта,
защищавшего город, причем Капитан Роули командовал одной из батарей на берегу. Форт был захвачен 16 октября, а 29 октября
капитулировал французский гарнизон в городе.
Eagle вернулся в Даунс весной 1814 года, а январе 1815 он был отправлен в док Чатема для ремонта, после чего переведен в резерв. В 1830 году у него была срезана верхняя палуба и он превращен в 50-пушечный фрегат. Он оставался в резерве до ноября 1844, когда капитан Джордж Мартин был назначен на него для службы на станции в Вест-Индии. С 1848 по 1860 годы он служил в качестве сторожевого корабля в Милфорд-Хейвен. С 1860 года он продолжил службу в качестве учебного судна, в 1919 году был переименован в Eaglet и оставался в роли учебного судна до 1926 года, пока не сгорел при случайном пожаре.